# La Vendue-Mignot
La Vendue-Mignot ist eine französische Gemeinde mit 242 Einwohnern (Stand: 1. Januar 2022) im Département Aube in der Region Grand Est (vor 2016 Champagne-Ardenne). Sie gehört zum Arrondissement Troyes und zum Kanton Les Riceys.

## Geographie
La Vendue-Mignot liegt etwa 13 Kilometer südsüdöstlich von Troyes. Umgeben wird La Vendue-Mignot von den Nachbargemeinden Les Bordes-Aumont im Norden, Cormost im Osten, Les Loges-Margueron im Südosten und Süden, Jeugny im Südwesten, Maupas im Südwesten und Süden sowie Villy-le-Bois im Westen und Nordwesten.

## Bevölkerungsentwicklung
| Jahr                       | 1962 | 1968 | 1975 | 1982 | 1990 | 1999 | 2006 | 2011 | 2019 |
| Einwohner                  | 135  | 125  | 129  | 183  | 243  | 246  | 232  | 239  | 245  |
| Quellen: Cassini und INSEE |      |      |      |      |      |      |      |      |      |

## Sehenswürdigkeiten
- Ehemalige Schule, heute Dorfgemeinschaftshaus
- Ehemalige Ziegelei
- Fachwerkhäuser

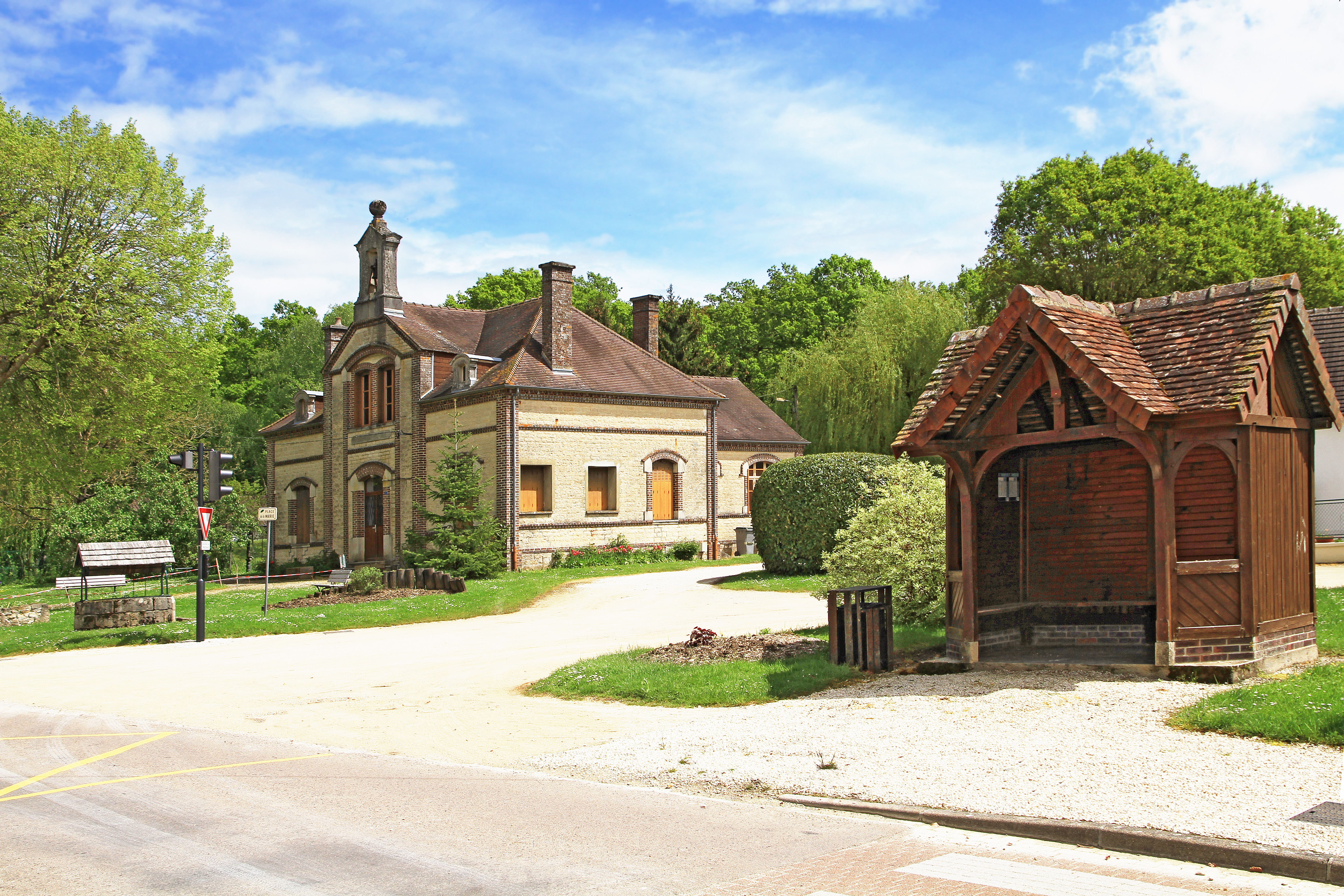
Alte Schule
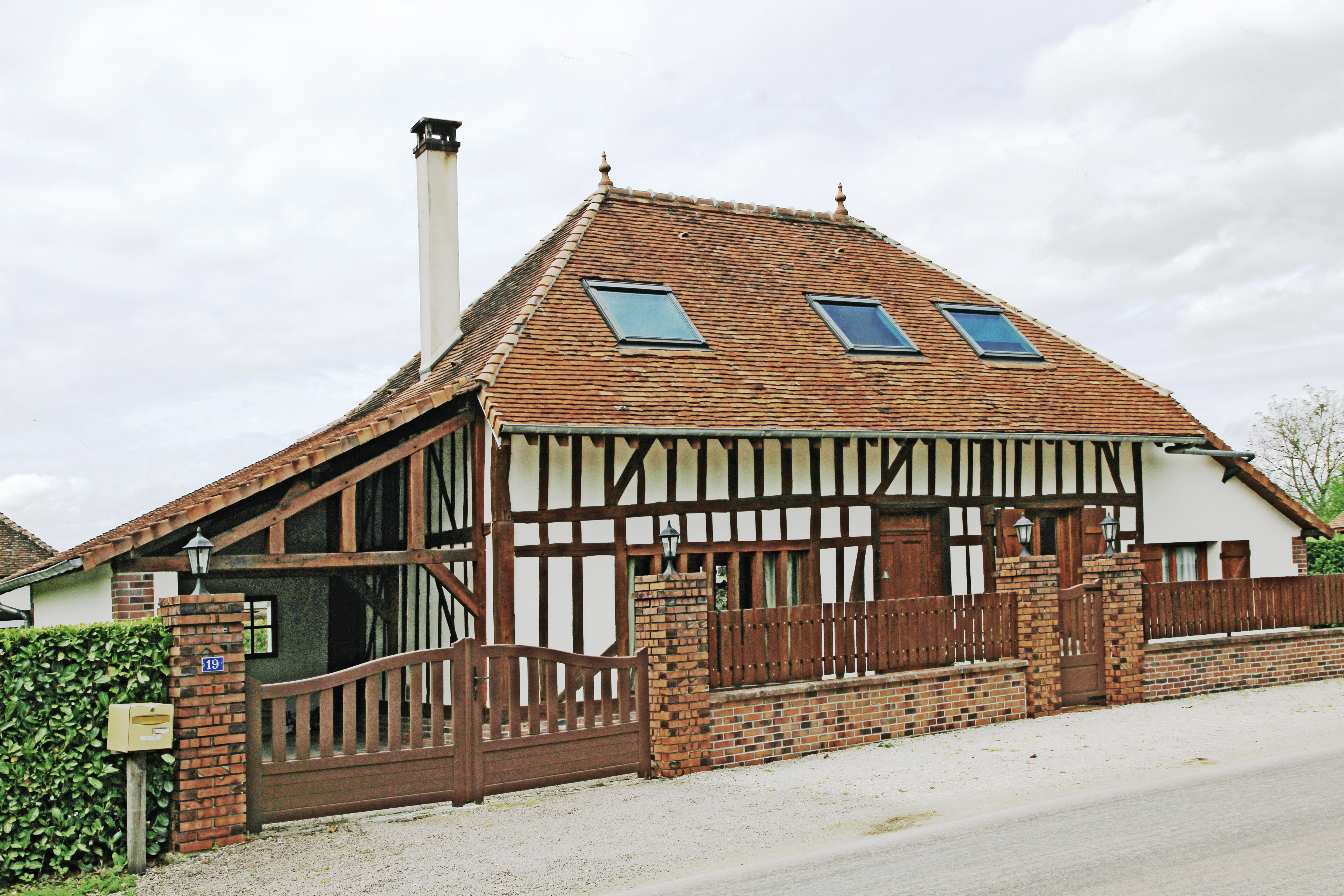
Fachwerkhaus